# Léda et le Cygne (Léonard de Vinci)
Pour les articles homonymes, voir Léda et le Cygne.
Léda et le Cygne est un tableau de Léonard de Vinci perdu depuis 1692 mais connu par des études préparatoires de sa main et par plusieurs copies.
Léda dans la mythologie grecque est l’épouse du roi déchu de Sparte, Tyndare. Zeus prend la forme d’un cygne pour la séduire. Une fois leur étreinte terminée, le cygne disparaît et Héra se rend compte de l'infidélité de Zeus et place deux gros œufs dans le corps de Léda d’où naîtront Hélène et Pollux, enfants de Zeus, dans l'un, et Clytemnestre et Castor, enfants de Tyndare, dans l'autre. 
Les copies que nous connaissons associent (sauf  celle de Giampietrino) deux moments différents, celui de la rencontre de Léda et du cygne, et celui de la naissance des quatre enfants, une fois les œufs éclos. Léonard aurait travaillé sur deux versions : l'une agenouillée et l'autre debout (postérieure).

## Données historiques
On ignore le commanditaire de ce tableau. On ne possède aucun document d’archives, ni contrat, ni trace de paiement à Léonard. Peut-être faut-il y voir un travail personnel, sans commanditaires, de Léonard. Daniel Arasse note bien l’originalité du sujet : « mis à part le relief marginal de Filarete sur la porte de bronze de Saint-Pierre de Rome, Léonard est le premier à faire de Léda et du cygne les figures centrales d’une composition importante. »
Des trois biographies fondatrices de Léonard, seul l’Anonyme Gaddiano cite la Léda. Mais Léonard note lui-même que « les femmes de messer Jacomo Alfeo pourraient servir de modèle pour la Léda ». On trouve mention d’une Léda dans l’inventaire des biens de Salaï à sa mort. De tous les tableaux cités, c’est celui qui a la plus grande valeur (plus que la Joconde, par exemple), 200 écus, soit l’équivalent de 1 010 livres (« Quadro ditto Ledda …200l 1010s[Quoi ?] » ) . Le peintre et théoricien du XVIe siècle, Giovanni Paolo Lomazzo, décrit le tableau comme « une Léda toute nue enlaçant le cygne, les yeux timidement baissés ». L’ami et mécène de Nicolas Poussin, Cassiano dal Pozzo, a l’occasion de le voir à Fontainebleau en 1625, lorsqu'il fait partie de la légation  du cardinal Francesco Barberini en France.
Il nous laisse un précieux témoignage : « Léda debout, presque nue avec le cygne et deux œufs, des coquilles desquelles on voit que quatre enfants sont éclos (Castor et Clytemnestre, Pollux et Hélène). Cette œuvre est très achevée, mais très sèche, en particulier la patine de la femme, et le paysage et le reste ont été exécutés avec une grande diligence (con grandissima diligenze) ; elle est en mauvais état, car elle est constituée de trois planches en longueur, qui se sont écartées, en faisant s’écailler une partie de la peinture ». 
Le tableau apparaît pour la dernière fois dans une description de Cassiano dal Pozzo en 1625.

## LaLéda agenouillée

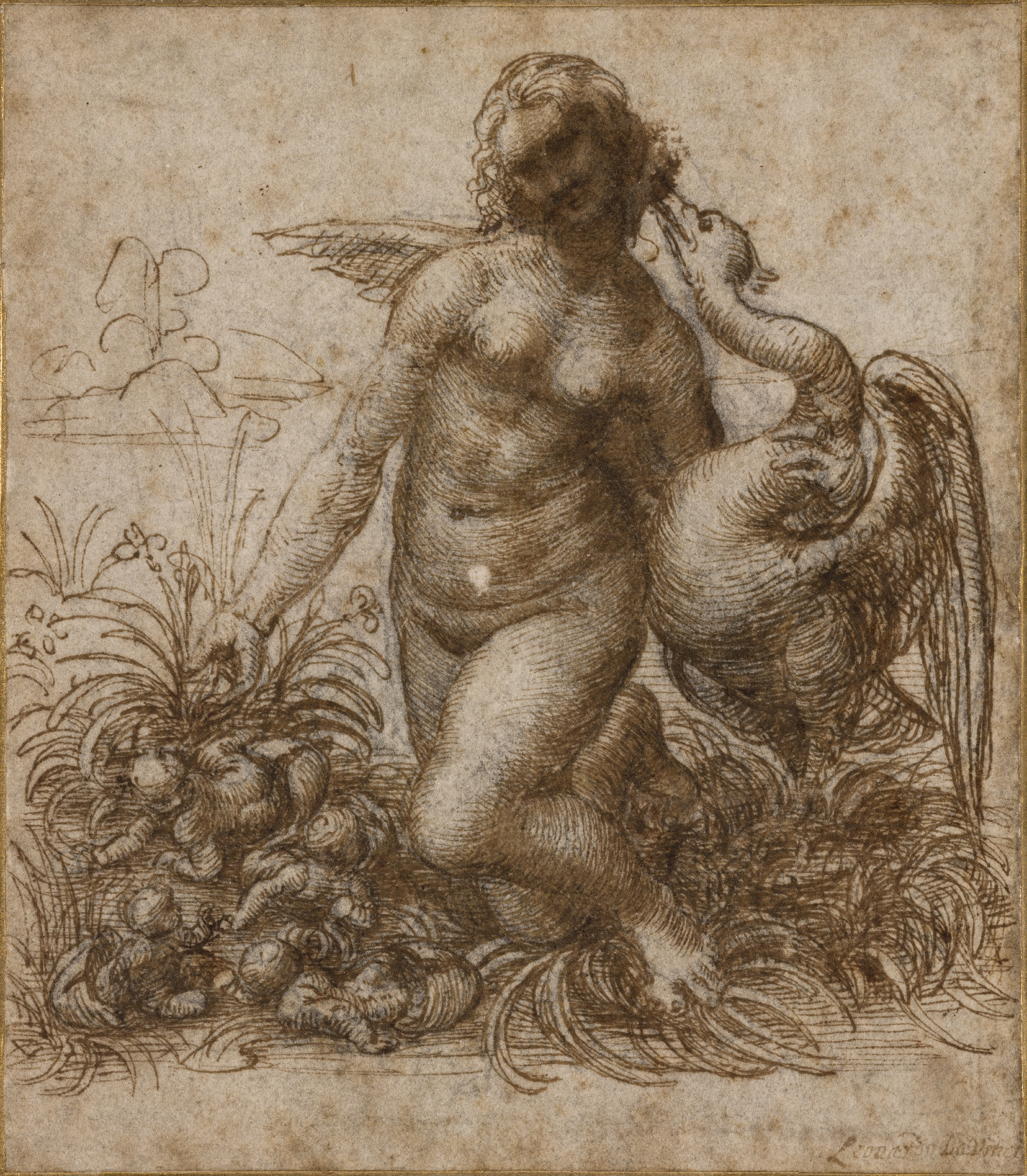
Étude pour une Léda agenouillée au cygne, de Léonard de Vinci

Une première esquisse de la Léda agenouillée apparaît en marge d’un dessin pour la Bataille d’Anghiari dont Léonard reçoit la commande en 1503. On en conclut que cette première version précède celle de la Léda debout. Elle semble bien correspondre au récit d’Ovide dans les Métamorphoses (que Léonard possédait dans sa bibliothèque) : Léda couchée sous les ailes d’un cygne.  

### Léonard de Vinci,Étude pour une Léda agenouillée au cygne
Plume et encre sur pierre noire, 160 × 139 cm. Chatsworth, Devonshire.
Cette étude de Léonard  est voisine de celle du dessin conservé au musée Boijmans Van Beuningen de Rotterdam. Françoise Viatte note que « l’encre brune corrosive utilisé par Léonard de Vinci a quelque peu abîmé les ombres les plus foncées de la composition. »  La pose choisie semble bien correspondre au conseil donné par Léonard : « Si tu veux représenter quelqu’un qui, pour une raison quelconque se tourne en arrière ou de côté, tu ne dois pas lui faire mouvoir les pieds et tous les membres dans la direction où elle tourne la tête, mais (…) décomposer son mouvement selon les articulations » .

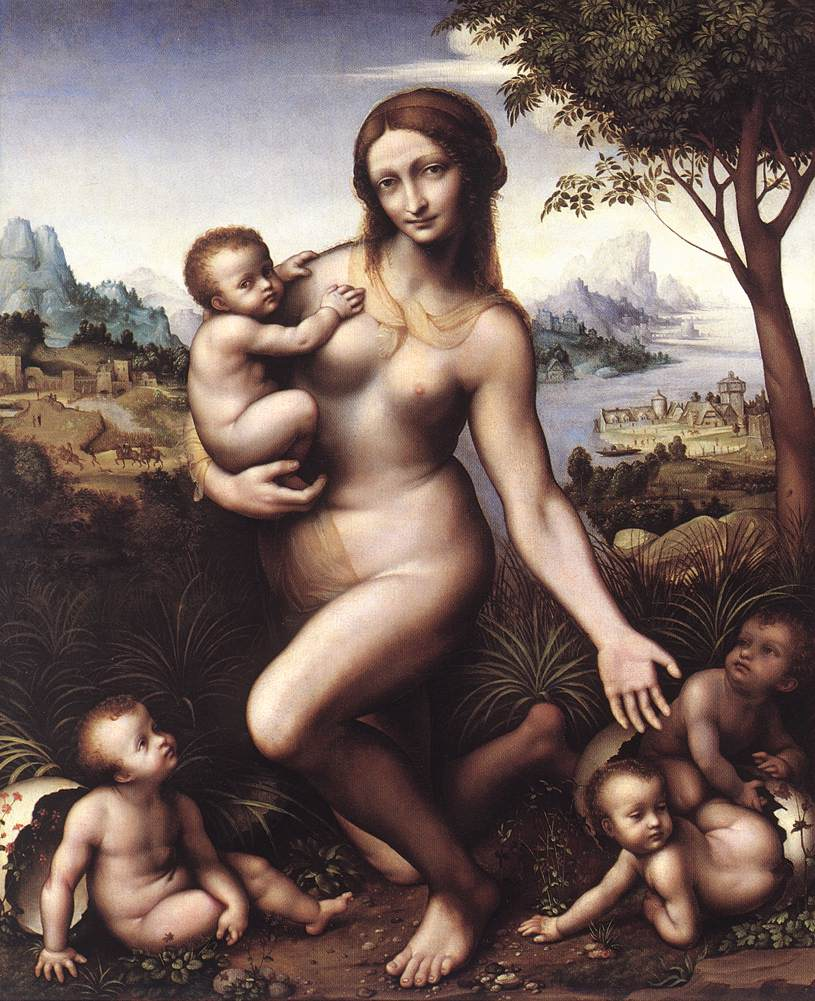
Léda et ses Enfants, de Giampietrino

### Giampietrino,Léda et ses enfants(1508-1513)
Huile sur bois, 128 × 105,5 cm, Cassel, Staatliche Kunstsammlungen.
Le tableau est acquis par le landgrave Wilhem VIII de Hesse Kassel en 1756, et interprété à l'époque comme une Caritas, les repeints ayant occulté les coquilles des œufs et un enfant. L’élimination des repeints a lieu entre 1806 et 1835.
C’est la meilleure copie que nous possédions pour la version de la Léda agenouillée de Léonard  (même si le cygne est absent du tableau).
Une réflectographie infrarouge a montré que sous le sujet représentant Léda figurait un dessin de la sainte Anne, très fidèle au tableau de Léonard, probablement dérivé de ses cartons. Cela confirme la proximité de Giampietrino avec Léonard (Giampietrino est cité dans ses carnets comme un de ses élèves) et laisse supposer que le tableau ait été réalisé du vivant même de Léonard. Zöllner propose entre 1508  et 1513.

## LaLéda debout
La Léda debout connut une grande fortune. Sa pose peut être vue comme un contraposto aigu (le poids du corps repose sur une seule jambe et la ligne des hanches  fait opposition à celle des épaules), mais aussi comme préfigurant  la linea serpentina  des  maniéristes (le corps s‘enroule le long d'un axe vertical), que popularisera Michel-Ange dans son Christ ressuscité de l'église de la Minerve de Rome. Peut-être cette innovation tient-elle au thème même choisi par Léonard : la pose balancée de Léda traduit sa double attirance, physique pour le cygne (Zeus), maternelle pour ses enfants.

### Cesare da Sesto,Léda et le Cygne(1505-1515)
Huile sur bois, 96,5 × 73,7 cm, Salisbury, Wilton House Trust, Collection Earl of Pembroke.
Cette version  provient sans doute de la collection de Lord Arundel. On considère en général que c’est la plus fidèle à celle de Léonard.
La coiffe de Léda en particulier est très proche d'un dessin de Léonard conservé à Windsor (RL 12516r).

### École de Léonard de Vinci,Léda Spiridon(1505-1515)

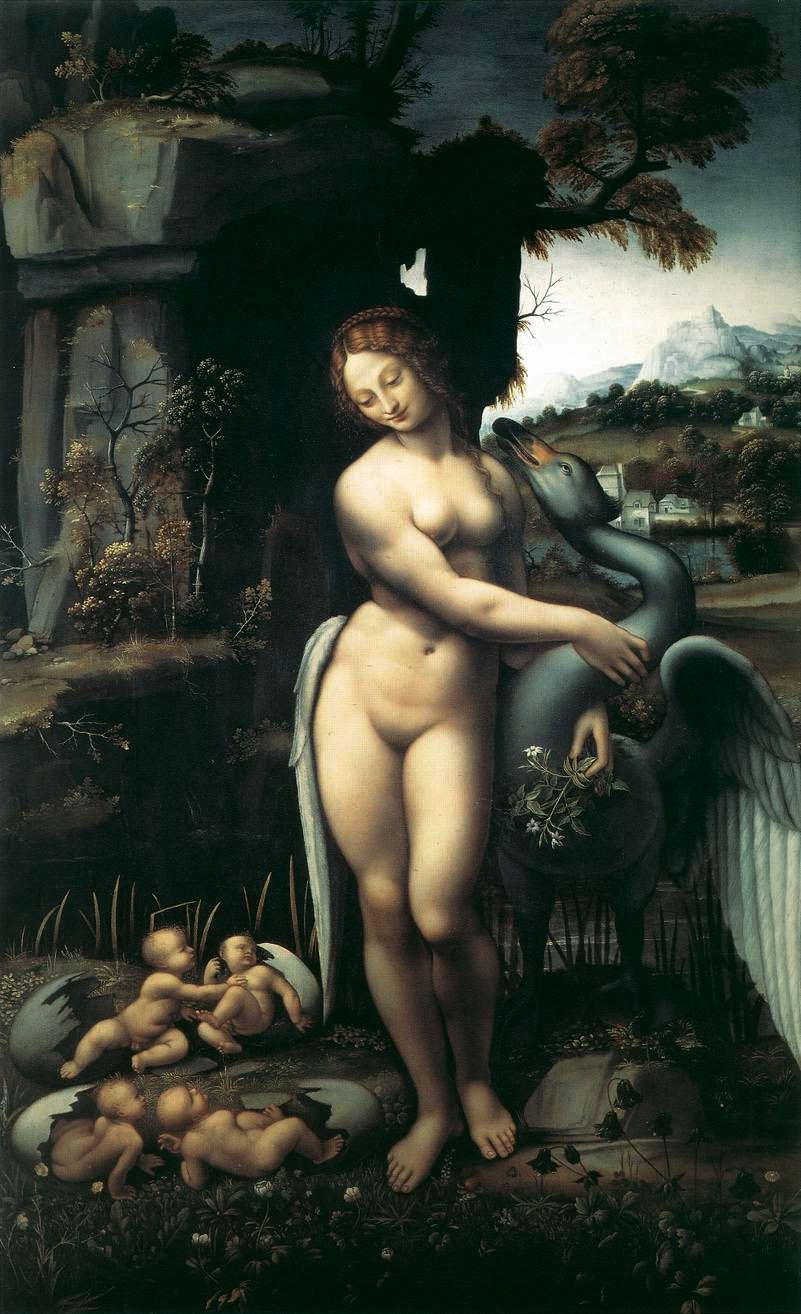
Léda Spiridon.

Huile sur bois, 130 × 78 cm, musée des Offices, Florence.
La Léda Spiridon « d’une qualité exceptionnelle et bien conservée » (Zöllner) est mentionnée pour la première fois dans la collection du marquis de la Rozière. Elle passe ensuite dans celle du Baron de Roublé, puis est transportée de Paris à Rome par Ludovico Spiridon.  Acquise par Goering pendant la Seconde Guerre mondiale, elle est récupérée par Rodolfo Siviero en 1945.

### Pierre Paul Rubens,Léda couchée(avant 1600)

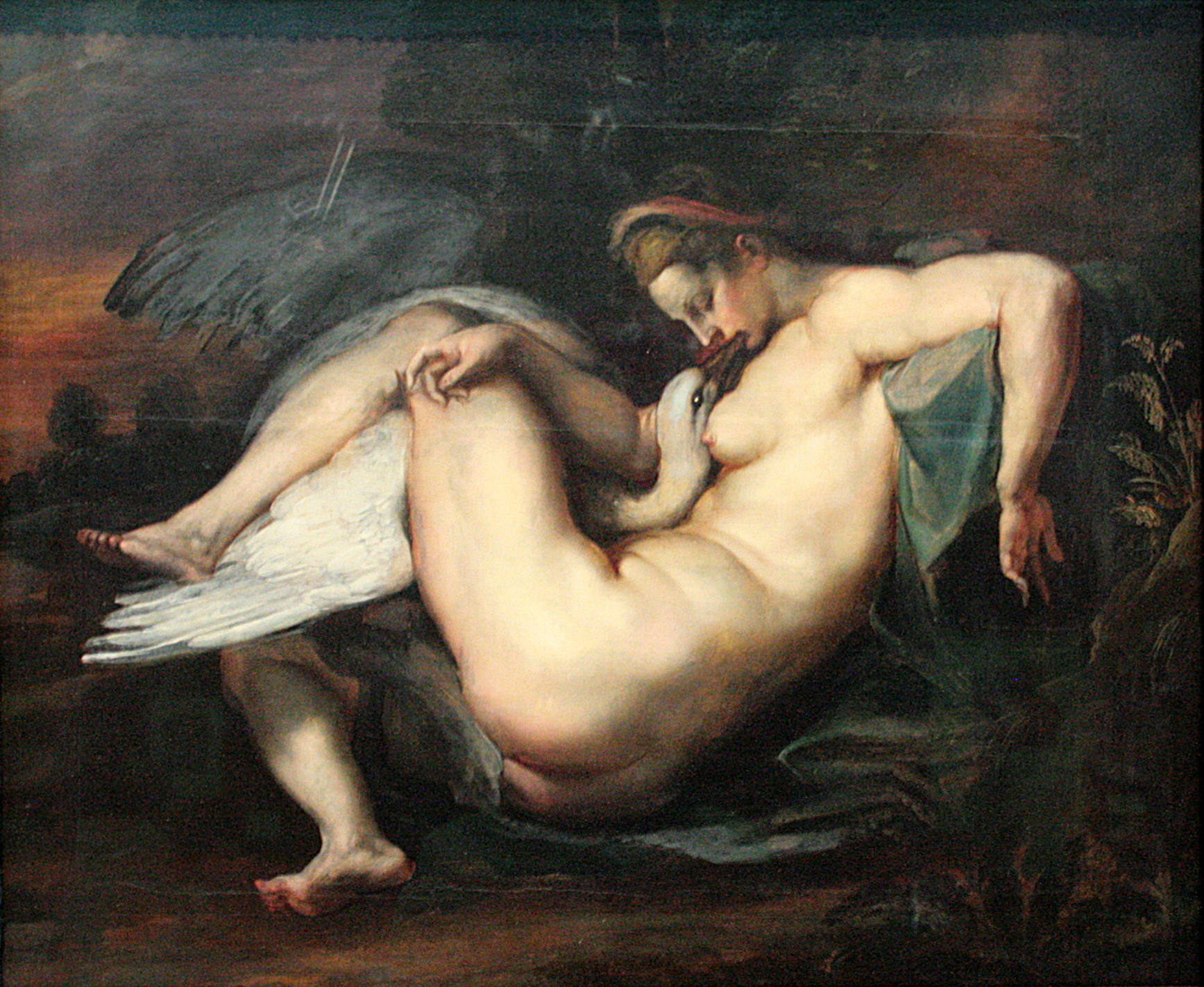
Léda couchée au cygne, de Pierre Paul Rubens.

Huile sur bois, 64,5 × 80,5 cm, Musée des beaux-arts de Houston.
La Léda couchée de Pierre Paul Rubens de la collection Stephen Mazoh serait une version réalisée d'après un tableau de Rosso inspiré lui-même par
une œuvre perdue de Michel-Ange.

## Études botaniques
Les dix planches botaniques conservées à Windsor (principalement des sanguines) sont interprétées comme des études pour « la luxuriante végétation de feuilles lourdes, d‘herbes ondoyantes et de joncs acérés» qui sert de décor au tableau. Sa technique particulièrement aboutie permet à Léonard de rendre  les jeux vibrants « de la lumière passant à travers les feuillages. »

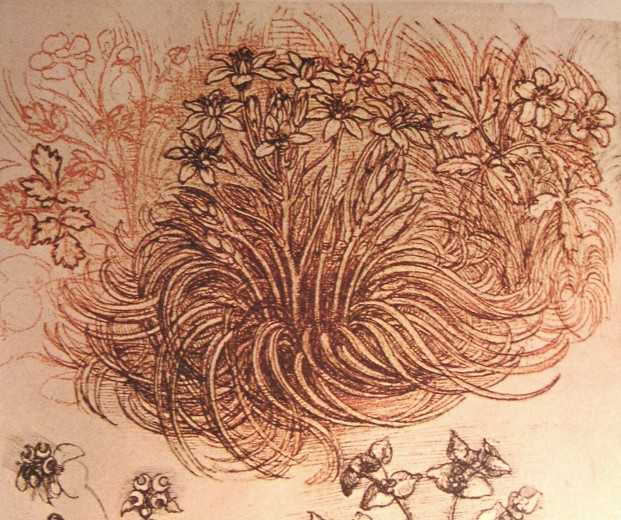
Étoile blanche.

### Léonard de Vinci,Étoile blanche
Sanguine, reprises à la plume et encre brun foncé, Windsor Castle Royal Library.
Le dessin reprend un motif cher à Léonard de Vinci, celui de la spirale. Dans la version de la Léda debout, l’étoile blanche (Ornithogalum umbellatum pour son nom scientifique) prend une place capitale : elle sert à « camoufler le promontoire rocheux sur lequel le cygne monstrueux devait se tenir pour pouvoir enlacer la nymphe gracieuse désormais debout ».